# Barbarella (filme)
Barbarella é um filme franco-italiano de ficção científica de 1968, dirigido por Roger Vadim e baseado nas histórias em quadrinhos de Barbarella, de Jean-Claude Forest, estrelado por Jane Fonda.
Foi gravado nos estúdios do produtor Dino De Laurentiis, em Roma.

## Sinopse
No ano 40.000 D.C., a astronauta Barbarella, em patrulha com sua nave em algum lugar do universo, é enviada pelo presidente da Terra para capturar o criminoso Durand Durand  que inventou uma arma num longínquo e desconhecido planeta, colocando em perigo a paz do universo, onde há séculos não existem mais guerras.
Em sua busca por Durand, ela é seduzida por um humano residente em SoGo, Dildano (Hemmings), que a apresenta a uma nova modalidade de intercurso sexual, seduz um anjo cego chamado Pygar (Law) e destrói uma máquina do sexo destinada a matar de prazer aos que nela são colocados.
O filme, realizado num estilo de comédia erótica, narra as aventuras da heroína em sua busca e serve de pretexto para mostrar o corpo nu de Fonda em diversas situações de erotismo. A cena inicial em que ela - que virou um símbolo sexual mundial após o filme - despe-se da roupa de astronauta em gravidade zero, tornou-se clássica do erotismo cinematográfico dos anos 60. 

## Elenco principal
- Jane Fonda .... Barbarella
- David Hemmings .... Dildano
- Ugo Tognazzi .... Mark Hand
- John Phillip Law .... Pygar
- Milo O'Shea .... Durand Durand
- Anita Pallenberg .... Rainha Negra de SoGo
- Marcel Marceau .... Professor Ping